# Lathyrus linifolius
Espèce
Classification phylogénétique
La Gesse à feuilles de lin (Lathyrus linifolius) est une espèce de plantes à fleurs de la famille des Fabaceae. C'est une plante herbacée originaire d'Europe. Ses propriétés coupe-faim ont été utilisées dès le Moyen Âge.

## Dénominations
- Nom scientifique : Lathyrus linifolius (Reichard) Bässler, 1971[1]
- Nom normalisé, recommandé ou typique : Gesse à feuilles de lin[1]
- Nom vernaculaire (langage courant), pouvant désigner aussi d'autres espèces : en anglais Bitter-vetch[1].

## Usages

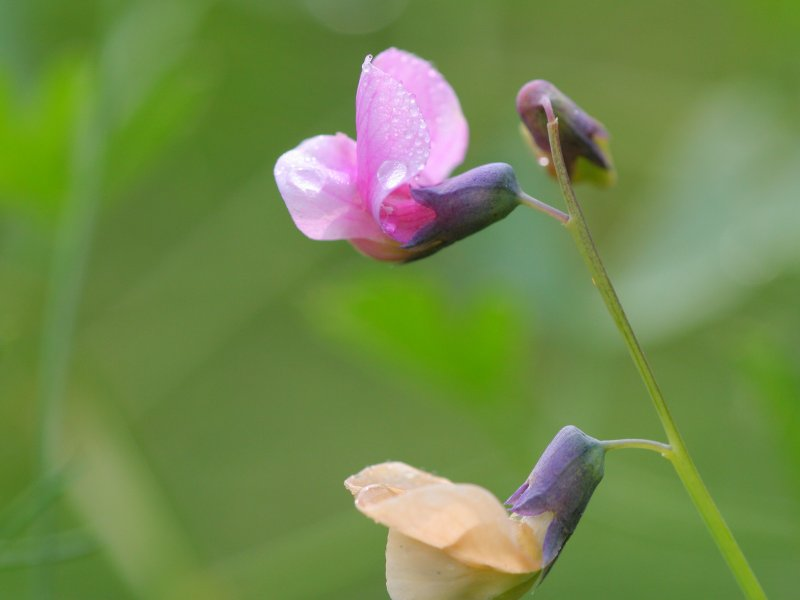
Détail.

C'est une plante médicinale utilisée dans les Highlands au Moyen Âge comme coupe-faim : l'ingestion de tubercules de Lathyrus linifolius aurait permis de stopper la sensation de faim et de soif,. Certains herbaux médiévaux ont affirmé que cet effet pouvait durer des jours, voire des semaines.

## Liste des variétés
Selon Tela Botanica (France métro)    (20 mai 2013)
- variété Lathyrus linifolius var. linifolius
- variété Lathyrus linifolius var. montanus (Bernh.) Bassler - Gesse des montagnes